# 일월오봉도

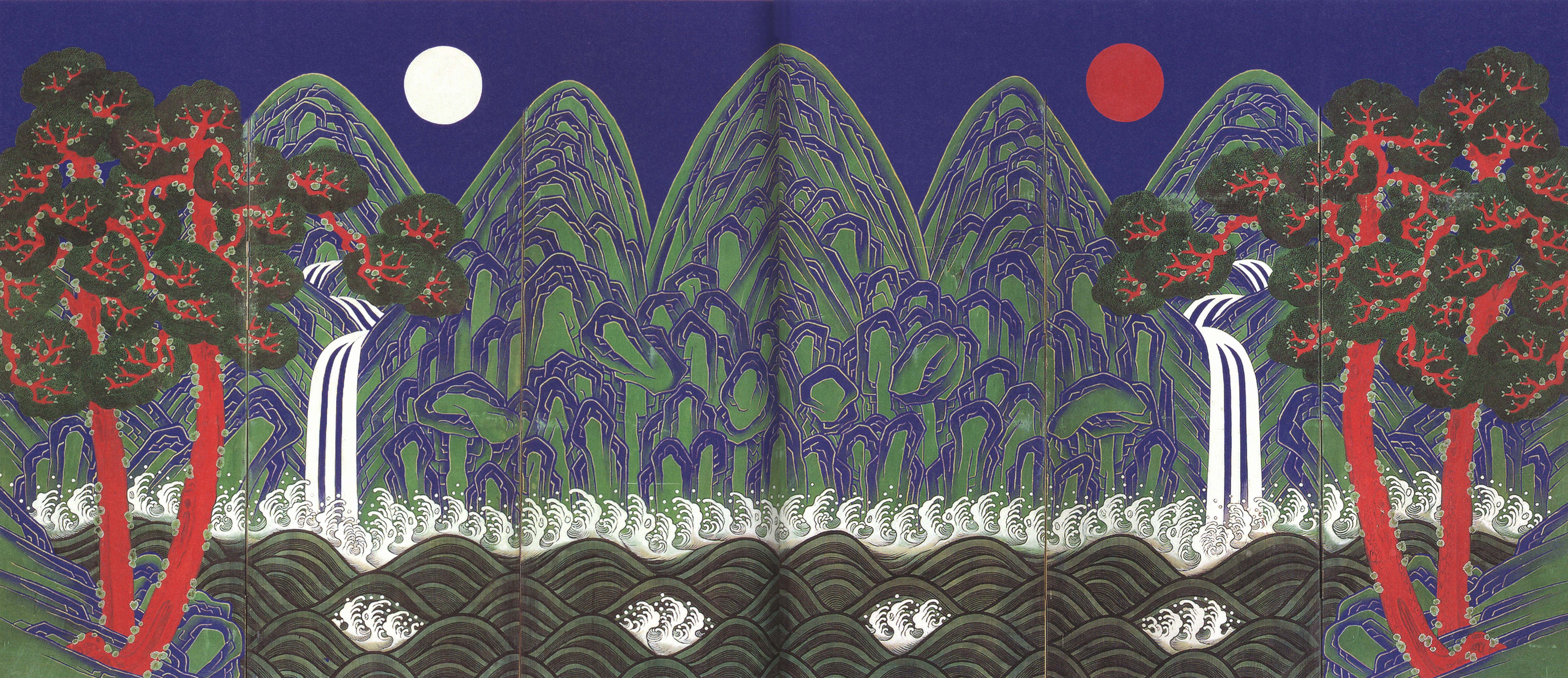
일월오봉도

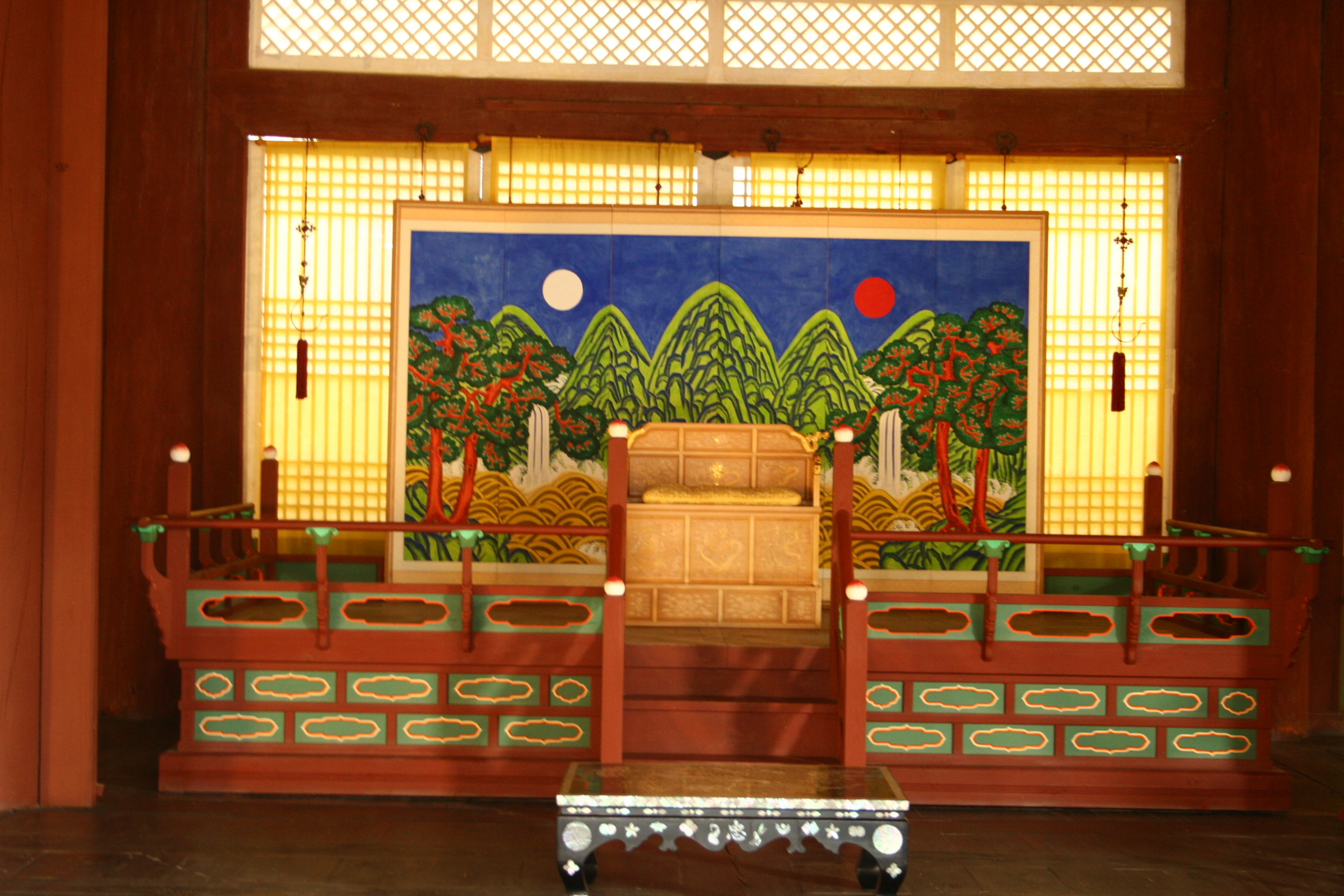
경복궁 사정전의 일월오봉도

일월오봉도(日月五峯圖)란 한자어 그대로 달과 해 앞의 다섯 산을 그린 그림이란 뜻이다. 주로 병풍으로 그려져 조선 시대 어좌의 뒷편에 놓였다.
2007년에 발행된 대한민국의 10000원 지폐 앞면에 세종대왕의 초상화와 함께 그려져 있으며, 조선시대의 병풍으로 흔히 쓰였다. 일단 왼쪽엔 달, 오른쪽엔 해가 떠있는 특이한 배경에다 폭포가 두 줄기 흐르는 다섯 봉우리의 산과 맨 앞에 심어져 있는 소나무로 이루어져 있으며, 이 그림의 특징이라 한다면 ‘좌우대칭형식’으로 매우 장엄한 느낌을 준다. 일월오봉도는 일월오악도(日月五嶽圖) 혹은 일월오악도(日月五岳圖)라고 하며 일월곤륜도(日月崑崙圖)라고 불리기도 한다.
이 그림의 상징성에 대해서는 여러 견해가 있지만 시경의 천보라는 시의 내용을 그린 것이라는 해석이 있다. 이는 조선시대의 왕의 뒤에 놓여 있었는데, 항상 왕의 뒤에 있으며, 죽을 때 또한 같이 묻힌다. 또한 그냥 병풍만이 있을 때에는 완성된 그림이 아니며, 왕이 앉아 있어야만 비로소 그림이 완성된다고 전해진다.
근정전,인정전,명정전,숭정전,중화전에 일월오봉도가 있다. 그중 근정전이 가장 큰편이다

## 같이 보기
- 한국의 미술
- 오악 (한국)